# Kiyohara no Natsuno
Kiyohara no Natsuno (清原 夏野, também conhecido como Narabi no Oca Daijin, 782 - 837), foi um nobre do Período Heian da história do Japão.
Natsuno era membro do Clã Kiyohara. Era filho do Príncipe Ogura, neto do Príncipe Mihara e bisneto do Príncipe Toneri.

## Carreira
Natsuno serviu os seguintes imperadores: Kanmu (804 - 806), Heizei (806 - 809), Saga (809 - 823), Junna (823 - 833) e Nimmyo (833 - 837).
Em 804, no reinado do Imperador Kanmu, Natsuno entrou para a corte imperial como Udoneri (oficial do Ministério do Centro). Em 810 já no reinado do Imperador Saga foi transferido para o Tōgūbō (o escritório governamental encarregado dos assuntos relacionados ao príncipe herdeiro).
Em 822 no final do governo do Imperador Saga, foi nomeado simultaneamente  Sanuki Mamoru (governador da Província de Sanuki), Hōki Mamoru (governador de Hōki) e Shimōsa Mamoru (governador de Shimōsa).
Em 823, no reinado do Imperador Junna foi promovido a Sangi. Em 828 foi nomeado para o Minbushō (Ministério dos Assuntos Populares), onde foi responsável pela regulamentação do comércio com Cheonghaejin um posto comercial da ilha de Wando que pertencia ao reino coreano de Silla. Em 830 promovido a Dainagon e ocupou o cargo de Comandante do Konoefu  (Guarda do Palácio).
Em 832, no reinado do Imperador Nimmyo, Natsuno  foi promovido a Udaijin cargo que ocupou até sua morte. Como Udaijin Natsuno foi responsável em 833 pela organização do Ryō-no-Gige (Uma edição do Código Taihō comentada).
| Precedido por Fujiwara no Otsugu | 26º Udaijin (832 - 837) | Sucedido por Fujiwara no Tadamori |